# Eduard Winkelmann
Eduard Winkelmann (Danzica, 25 giugno 1838 – Heidelberg, 10 febbraio 1896) è stato uno storico tedesco.

## Biografia
Studiò presso le università di Berlino e Gottinga, lavorò presso il Monumenta Germaniae Historica, e nel 1869 divenne professore di storia presso l'Università di Berna, e quattro anni dopo a Heidelberg. Lavorò anche per l'Impero russo, facendo il preside della scuola (1860), poi, infine, fu nominato professore presso l'Università di Dorpat (1865). 

Winkelmann fu il padre dello zoologo Friedrich Blochmann.

## Opere
Winkelmann scrisse Geschichte der Angelsachsen bis zum Tode König Ælfreds (Berlino, 1883); e la sua residenza in Russia lo indusse a compilare la Bibliotheca Livoniae historica (St Petersburg, 1869-1870, e Berlino, 1878); ma le sue opere principali riguardano la storia del Sacro Romano Impero durante il Tardo Medioevo.
- Philipp van Schwaben und Otto IV van Braunschweig (Lipsia, 1873–1878)
- Geschichte Kaiser Friedrichs II und seiner Reiche 1212–1235 (Berlino, 1863) e 1235–1250 (Reval, 1865)
- Kaiser Friedrich II (Lipsia, 1889–1898)
- Scritti su Friedrich II nel Jahrbücher der deutschen Geschichte (Lipsia 1862)

Editò Acta imperii inedita (Innsbruck, 1880-1885), con Julius Ficker, Die Regesten des Kaiserreichs unter Wilhelm, Alfons X und Richard (Innsbruck, 1882, 1901).
Tra le altre opere di Winkelmann vi sono:
- Forschungen zur deutschen Geschichte (1872)
- Allgemeine Verfassungsgeschichte (Lipsia, 1901)
- Urkundenbuch der Universität Heidelberg (Heidelberg, 1886) (Bd. 1, Bd. 1).
- Partecipò alla scrittura di un'opera storica dal titolo Allgemeine Geschichte in Einzeldarstellungen, realizzata a fascicoli da un gruppo di storici tedeschi, coordinati da Wilhelm Oncken.